# Cambodja
Cambodja (khmer: កម្ពុជា; tr. Kâmpŭchéa), officielt: Kongeriget Cambodja (khmer: ព្រះរាជាណាចក្រកម្ពុជា; tr. Preah Réachéanachâkr Kâmpuchea), er en suveræn stat i Sydøstasien. Det grænser til Thailand i vest og nordvest, Laos i nord, Vietnam i øst og sydøst og Siambugten i syd. Cambodja dækker et areal på 181.035 km2
og et befolkningstal på 17.423.880 (2023) indbyggere. Hovedstad er Phnom Penh.
Cambodja er et konstitutionelt monarki og kongen, Norodom Sihamoni, har siddet på tronen siden 2004. Landets økonomiske, industrielle, kommercielle og kulturelle center er Phnom Penh, mens andre større byer er Siem Reap (lige ved Angkor Wat), Battambang og Sihanoukville.
De fleste cambodjanere tilhører khmerfolket og er theravadabuddhister, men landet har også et betydeligt antal muslimske Chamfolk, så vel som etniske kinesere, vietnamesere og små animistiske stammer.
Jordbrug har længe været den vigtigste sektor i den cambodjanske økonomi, omkring 59 % af befolkningen er afhængig af jordbrug som levebrød (med ris som den vigtigste afgrøde). Turismen er i de sidste år steget, og mere end 4 millioner udenlandske turister har besøgt Angkor Wat. I 2005 blev der fundet olie og naturgas i Cambodjas territorialfarvand, og når kommerciel udvinding begynder i 2011, kan olieindtægterne stærkt påvirke Cambodjas økonomi.
Cambodjas lange historie er præget af indre og ydre konflikter og landet er gået fra at være hovedsæde i Sydøstasiens mægtigste imperium til at være på grænsen til udslettelse. Fransk kultur har præget Cambodja idet landet var fransk protektorat og koloni i perioden 1863 til 1953. Efter selvstændigheden gik landet efterhånden i politisk opløsning med en voldsomt ødelæggende borgerkrig fra 1967, hvor også USA involverede sig militært. De Røde Khmerer, ledet af Pol Pot, fremstod som de endelige sejrherrer i 1975, men indledte herefter et omfattende folkemord som tog livet af næsten en fjerdedel af befolkningen. De Røde Khmerer blev afsat med militær magt i begyndelsen af 1979 efter Vietnams invasion af Cambodja, men en lang periode med efterfølgende guerillakrig, forhindrede genopbygning og udvikling i store dele af landet. Med FN's hjælp blev der afholdt første parlamentariske valg i 1998. Cambodia er i dag et demokratisk land og officielt fri af borgerkrigen, men perioden påvirker stadig landet meget markant på en række områder.

## Etymologi
Navnet Cambodja stammer fra det franske navn på sin tidligere koloni, Cambodge. Landet har også været kendt som Kampuchea, som er en mere direkte translitteration af udtalen på khmer. Landsnavnet på khmer, ព្រះរាជាណាចក្រកម្ពុជា (Preah Réachéanachâkr Kâmpuchea), er afledt fra sanskrit कम्बोजदेश (Kambujadesa), som var navnet på Kamboja-stammen i det nordlige Indien, opkaldt efter Sage Kambu Swayambhuva, som efter traditionen skal have grundlagt stammen.
Siden uafhængigheden i 1954 er landets officielle navn blevet ændret flere gange som en følge af de omskiftende politiske forhold i landet.
- Kongedømmet Cambodja/Royaume du Cambodge under kongedømmet fra 1953 til 1970;
- Khmer-republikken/République Khmère under Lon Nol-regeringen i årene mellem 1970 og 1975;
- Demokratisk Kampuchea/Kampuchea démocratique under det kommunistiske Khmer Rouge-styret fra 1975 til 1979;
- Folkerepublikken Kampuchea/République populaire du Kampuchea under det vietnamesisk-støttede styre mellem 1979 og 1989;
- Staten Kambodja/État du Cambodge, et neutralt navn efter Østblokkens sammenbrud og under FN's overgangsstyre fra 1989 til 1993;
- Kongedømmet Cambodja/Royaume du Cambodge, dagens navn som blev genindført efter restaurering af det konstitutionelle monarki i 1993.

## Naturgeografi
Cambodja har et areal på 181.035 km², hvilket gør det til et af de mindste lande i Sydøstasien. Det har en ca. 800 kilometer lang grænse mod Thailand i nord og vest, en ca. 541 kilometer lang grænse mod Laos i nordøst, og en ca. 1.228 kilometer lang grænse mod Vietnam i øst og sydøst. Kystlinjen mod Siambugten er på 443 kilometer. Grænserne mod nabolandene løber for det meste langs det naturlige forløb af floder og bjerge, med undtagelse af den østlige grænse til Vietnam, som blev bestemt af politiske omskiftelser i kolonitiden, og ofte har været udsat for spændinger mellem de to lande.

### Topografi
Cambodja falder indenfor flere veldefinerede geografiske regioner. Den største del af landet, omkring 75%, består af Tonlé Sap-bassinet og lavlandet omkring Mekong. Sydøst for dette store bassin ligger Mekongdeltaet, som strækker sig videre gennem Vietnam til Det Sydkinesiske Hav. Det brede flade område, som optager meget af landet, blev skabt af Mekong, som selvfølgelig er blevet orienteret af geomorfologien i området, oprindelig præget netop ved at der findes en bred synklinal. Bassinet og deltaregionen er indrammet af bjergkæder, i sydvest af Krâvanhbjergene og Dâmreibjergene og i nord Dângrêkbjergene. Højere land i nordøst og øst flettes ind i det centrale højland i Sydvietnam.
Tonlé Sap-bassinet og Mekonglavlandet består hovedsagelig af sletter med højder under 100 meter. Itakt med, at højden øger, bliver terrænet mere bølgende og opdelt.
Krâvanhbjergene i sydvest strækker sig i nordvest-sydøstlig retning, rejser sig op til over 1.500 meter. Det højeste bjerg i Cambodja – Phnom Aoral, på 1.813 meter – ligger i den østlige del af dette område. Dâmreibjergene, en gren som går mod syd og sydøst fra Krâvanhbjergene, stiger til højder på mellem 500 og 1000 meter. Disse to områder grænser i vest mod en smal kyststribe, som indeholder Kampong Saom Bay, som vender mod Siambugten. Dette område var i vid udstrækning isoleret frem til åbningen af havnen i Kampong Saom og bygningen af en vej og jernbane, som sammenkoblede Kampong Saom, Kampot, Takeo og Phnom Penh i 1960.
Dângrêkbjergene i den nordlige rand af Tonlé Sap-bassinet består af bratte bjergsider med en gennemsnitlig højde på omkring 500 meter, hvor de højeste punkter når mere end 700 meter over havet. Bjergene vender sydover og udgør den sydlige rand af Khoratplateauet i Thailand. Vandskellet langs bjergene markerer grænsen mellem Thailand og Cambodja. Hovedvejen gennem et pas i Dângrêkbjergene på O Smach forbinder det nordvestlige Cambodja med Thailand. Mellem den vestlige del af Dângrêkbjergene og den nordlige del af Krâvanhbjergene ligger en forlængelse af Tonlé Sap-bassinet, som indfletter lavlandet i Thailand og giver enkel tilgang fra grænsen til Bangkok.
Mekongdalen danner en naturlig kommunikationsrute mellem Cambodja og Laos og skiller den østlige ende af Dângrêkbjergene og det nordøstlige højland. Mod sydøst munder bassinet ud i Mekongdeltaet, som strækker sig ind i Vietnam og giver både vand- og landkommunikation mellem de to lande.

### Vand og vandløb
De to store floder Tonlé Sap og Mekong har påvirket befolkningen i Cambodjas levemønster op gennem historien.
Cambodjas drænering domineres i praksis af den cambodjanske del af Mekong, en af de længste floder i Asien med sine 4.500 km og den 10. største flod i verden. En biflod til Mekong, Tonlé Sap, knytter floden til den store sø i hjertet af Cambodja, som deler navn med denne flod. Vandføringen i Mekong i den tørre årstid er 15.000 m³ per sekund, mens det resten af året kan komme op mod på 60.000 m³ per sekund ved Phnom Penh. Nivåeauet i floden kan variere med så meget som 12 meter, hvilket forårsager oversvømmelse i hele bassinet.
Når smeltevandet fra Himalaya sammen med monsunregnen øger vandmængden i Mekong således, at floden ikke klarer at fragte alt vandet ud i Det Sydkinesiske Hav, skifter Tonlé Sap retning og opfylder indsøen. Indsøens areal varierer derfor mellem 2.700 og 16.000 km². Om foråret vender floden igen og strømmer atter ud i Mekong ved Phnom Penh. Den efterlader sig silt i store områder og gør landskabet velegnet til risproduktion.
I Tonlé Sap fiskes der omkring 80.000 tons fisk hvert år, og sammen med fiskeriet i Siambugten udgør dette en væsentlig del af den totale madproduktionen i Cambodja. Floderne har alvorlige problemer med forurening fra pesticider brugt på omkringliggende rismarker, brændstoffer i gamle både fortsat i brug og generelt voksende vandforurening. Langs bredderne af indsøen Tonlé Sap er der 60 bosættelser, hvor nogen af husene står på pæle og nogen flyder, det er flydende landsbyer med templer, moskeer, butikker og restauranter. I Khmerrigets storhedstid var Tonlé Sap grundlaget for næringen i Angkor, den gamle hovedstad i riget, den gav byen mad, vand til kunstvanding og silt.

### Klima
Temperaturen i Cambodja varierer fra 10 °C til 38 °C, og som resten af Sydøstasien er klimaet præget af tropiske monsuner. Sydvestlige monsuner blæser ind over i landet og har med sig fugtige vinde fra Siambugten og Det indiske hav fra maj til oktober. Nordøstlige monsuner dominerer i den tørre sæson, som varer fra november til marts. Kraftigst nedbør indtræffer i september og oktober og den tørreste periode er i januar og februar.
Landet har to distinkte årstider. I regntiden, fra maj til oktober, kan temperaturen komme op mod 40 °C, normalt kombineret med høj luftfugtighed. Den tørre årstid varer fra november til april, og temperaturerne kan da komme ned i omkring 20 °C.
| Vejr for Phnom Penh, Cambodja                   | Vejr for Phnom Penh, Cambodja | Vejr for Phnom Penh, Cambodja | Vejr for Phnom Penh, Cambodja | Vejr for Phnom Penh, Cambodja | Vejr for Phnom Penh, Cambodja | Vejr for Phnom Penh, Cambodja | Vejr for Phnom Penh, Cambodja | Vejr for Phnom Penh, Cambodja | Vejr for Phnom Penh, Cambodja | Vejr for Phnom Penh, Cambodja | Vejr for Phnom Penh, Cambodja | Vejr for Phnom Penh, Cambodja | Vejr for Phnom Penh, Cambodja |
|                                                 | Jan                           | Feb                           | Mar                           | Apr                           | Maj                           | Jun                           | Jul                           | Aug                           | Sep                           | Okt                           | Nov                           | Dec                           | År                            |
| ----------------------------------------------- | ----------------------------- | ----------------------------- | ----------------------------- | ----------------------------- | ----------------------------- | ----------------------------- | ----------------------------- | ----------------------------- | ----------------------------- | ----------------------------- | ----------------------------- | ----------------------------- | ----------------------------- |
| Gennemsnitlig maks °C                           | 31                            | 33                            | 34                            | 35                            | 34                            | 33                            | 32                            | 32                            | 31                            | 31                            | 30                            | 30                            | 32                            |
| Gennemsnitlig min °C                            | 22                            | 22                            | 23                            | 24                            | 24                            | 24                            | 24                            | 24                            | 24                            | 24                            | 23                            | 22                            | 23                            |
| Gennemsnitlig nedbør mm                         | 7,6                           | 10,2                          | 35,6                          | 78,7                          | 144,8                         | 147,3                         | 152,4                         | 154,9                         | 226,1                         | 251,5                         | 139,7                         | 43,2                          | 1.392                         |
| Kilde (2016): link Kilde: Weather.com (engelsk) |                               |                               |                               |                               |                               |                               |                               |                               |                               |                               |                               |                               |                               |

### Flora og fauna
Cambodja har et bredt udvalg af planter og dyr. Det er 212 pattedyrarter, 536 fuglearter, 240 reptilarter, 850 ferskvandsfiskearter, og 435 marine fiskearter. Megen af denne biologiske mangfoldighed findes i tilknytning til indsøen/floden Tonlé Sap og den omkringliggende biosfære. Tonlé Sap Biosfærereservat er et unikt økologisk fænomen omkring Tonlé Sap. Den omfatter indsøen og ni provinser: Kampong Thom, Siem Reap, Battambang, Pursat, Kampong Chhnang, Banteay Meanchey, Krong Pailin, Oddar Meancheay og Preah Vihear. I 1997 blev det nomineret og udnævnt til et UNESCO biosfærereservat. Andre centrale økosystemer inkluderer de tørre skove i Mondolkiri- og Ratanakiriprovinserne og Krâvanhbjergene, inkluderet Bokor National Park, Botum-Sakor National Park, og Phnom Aoral og Phnom Samkos dyrereservater.
Landet har oplevet en af de højeste afskovningsrater i verden. Siden 1969 er Cambodjas jungleareal faldet fra over 70 % til blot 3,1 % i 2007. I alt mistede Cambodja 25.000 km² skov mellem 1990 og 2005 – 3.340 km² af dette var urskov. I 2007 var der mindre end 3.220 km² urskov tilbage med det resultat, at fremtidens bærekraft af skov i Cambodja er alvorlig truet

## Demografi
Borgerkrigen og dens efterspil har haft en markant effekt på befolkningen. 50 % af befolkningen er yngre end 22. Med en 0.96 mand/kvinde ratio har Cambodja den mest kvindedominerede kønsfordeling i Mekongregionen. I befolkningssegmentet over 65, er kvinde til mand ratioen 1.6:1.
UNICEF har udpeget Cambodja til det tredje mest landminebelagte land i verden. Over 60.000 civile dødsfald og tusindvis lemlæstede eller skadede siden 1970 tilskrives ueksploderede landminer, som ligger tilbage i landdistrikterne. De fleste af ofrene er børn, som vogter dyr eller leger på markerne.
Voksne, som har overlevet landminer, må ofte amputere af et eller flere lemmer og må ty til tiggeri for at overleve. I 2006 fik antallet af landmineofre i Cambodja en kraftig nedgang på mere end 50 % sammenlignet med 2005, ned fra 800 i 2005 til mindre end 400 i 2006. Nedgangen fortsatte i 2007, med 208 ofre (38 dræbte og 170 skadede).

### Etnicitet og sprog
90 % af befolkningen er af khmeroprindelse og taler khmer, landets officielle sprog. Resten inkluderer folk af kinesisk og vietnamesisk oprindelse, Chamfolket og Khmer Loeu.
Khmersproget tilhører Mon-khmer-familien af de austroasiatiske sprog. Fransk, som en gang var sproget i regeringen i Indokina, tales fortsat af nogen ældre kambodjanere. Fransk er også undervisningssprog i nogen skoler og universiteter, som er finansierede af Frankrig. Kambodjansk fransk, en rest af landets koloniale fortid, er en dialekt i Cambodja og bliver nogen gange brugt i regeringen.
I nyere tid har mange yngre cambodjanere og forretningsfolk foretrukket at lære engelsk. I de store byer og turistcentre er engelsk udbredt og undervises ved et stort antal skoler på grund af det overvældende antal turister, som kommer fra engelsktalende lande. Selv i de mest landlige udkanter taler de fleste unge mennesker i det mindste lidt engelsk, da det ofte undervises af munkene ved lokale pagodaer, hvor mange børn bliver uddannede.

### Religion
Den dominerende religion, en form for Theravadabuddhisme, blev undertrykket af De Røde Khmerer under deres styre (1975-1979), men har siden oplevet en vækkelse og 95 % af befolkningen praktiserer nu denne. Islam (3 %) og kristendommen (2 %) praktiseres også.

## Historie
Cambodja har gennem historien gået fra at være centrum i et af Asiens mægtigste imperier til i dag at være et af Asiens fattigste lande. Landet har været gennem mange og lange perioder med konflikter. Det mægtige Khmerrige havde sin hovedstad i Angkor, kendt for tempelkomplekset Angkor Vat, som i 1100-tallet var en millionby ved bredden af indsøen Tonlé Sap.

### Tidlig historie
De få beviser på bosættelse i nutidens Cambodja i pleistocæntiden er værktøj af kvarts og kvartsit, som findes i terrasserne langs Mekongfloden, fundet i Stung Treng, Kratie og Kampot, men dateringen er ikke pålidelig.
Nogen små arkæologiske fund viser. at stammer af jægere og samlere har beboet Cambodja under holocæn. Det ældste cambodjanske arkæologiske område regnes for at være hulen Laang Spean i Battambang, ca. 10.000 til 2.000 f.Kr. Udgravninger i de nedre lag viste en række kulstof 14-dateringer fra omkring år 6.000 f.Kr.
Øvre lag på samme sted gav beviser for overgangen til den neolitiske periode, det indeholder det tidligste daterede stengods i keramik i Cambodja.
Arkæologiske fund fra perioderne holocæn og jernalderen er begrænsede. Andre fortidsminder af usikker dato er Samrong Sen (ikke langt fra den gamle hovedstad Oudong), hvor de første undersøgelser startede i 1877, og Phum Snay, i den nordlige provins Banteay Meanchey. Forhistoriske genstande er ligeledes fundet under minedrift i Ratanakiri.
Det mest enestående forhistoriske bevis i Cambodja er nok cirkulære skanser opdagede i den røde jord nær Memot og i tilstødende regioner i Vietnam ved udgangen af 1950-erne. Deres funktion og alder er fortsat omdiskuteret, men nogen av dem er muligvis fra 2. årtusinde f.Kr.
En central hændelse i Cambodjas forhistorie var den langsomme tilvækst af risbønder fra nord, som startede i slutningen af 3. årtusinde f.Kr. Disse talte sandsynligvis tidlig mon-khmer.
Bearbejdning af jern blev påbegyndt omkring 500 f.Kr. Det meste af beviserne for dette kommer fra Khoratplateauet, som i dag ligger på thailandsk område. Der er fundet spor efter jernalderbosættelser under enkelte angkorianske templer, som Baksei Chamkrong, og runde skanser, som Lovea, et par kilometer nord-vest for Angkor. Gravsteder vidner om forbedring af madtilgang og handel (selv over lange afstande: i det 4. århundrede f.Kr. var der allerede åbnet handelsforbindelser med Indien) og eksistensen af en social struktur og arbejdsorganisering.

### Præ-angkor og angkoriansk tid
I tredje, fjerde og femte århundrede blev Funan og Chenla slået sammen i det, som i dag er Cambodja og Sydvestvietnam. Disse lande formodes af de fleste forskere at have været khmersamfund.
I mere end 2000 år absorberede Cambodja påvirkninger fra Indien og Kina og førte dem videre til andre sydøstasiatiske civilisationer, som nu er Thailand, Vietnam og Laos. Khmerriget blomstrede i området fra det niende til det trettende århundrede.
Omkring det 13. århundrede blev Theravadabuddhismen introduceret til området gennem munke fra Sri Lanka. Fra da af voksede theravadabuddhismen og blev efterhånden den mest udbredte religion i området. Khmerriget blev gradvis svækket, men forblev en mægtig enhed i regionen frem til det 15. århundrede. Rigets magtcentrum var Angkor, hvor en række hovedstæder blev byggede i rigets senit. Angkor kan have haft en befolkning på op til én million mennesker. Angkor, verdens største før-industrielle civilisation, og Angkor Vat, det mest berømte og bedst bevarede religiøse tempel på stedet, er mindesmærker over Cambodjas fortid som en stor regional magt.

### Cambodjas mørketid
Efter en lang række krige med naboriger blev Angkor plyndret af kongeriget Ayutthaya og forladt i 1432 på grund af svigt i avlingerne og en ødelagt infrastruktur. Hoffet flyttede hovedstaden til Lovek, hvor kongeriget forsøgte at genvinde sin storhed gennem maritim handel. Forsøget blev dog kortvarigt, da fortsatte krige med Ayutthaya og Vietnam resulterede i yderligere tab af territorium, og i 1594 blev også Lovek erobret. I løbet af de næste tre århundreder vekslede Khmerriget mellem at være en vasalstat af kongeriget Ayutthaya og vietnamesiske riger, så vel som kortvarige perioder med relativ selvstændighed. I denne periode blev også hovedstaden flyttet flere gange, før den i 1865 blev lagt til Phnom Penh.

### Fransk Indokina
I 1863 søgte kong Norodom, som var blevet indsat af Thailand, beskyttelse af Frankrig fra thaierne og vietnameserne, efter stigende spænding mellem dem. Frankrig havde fra tidligere kontrollen over flere provinser i Vietnam, og i 1867 underskrev den thailandske konge en aftale med Frankrig, hvori han gav afkald på overherredømmet over Cambodja i bytte mod kontrollen over provinserne Battambang og Siem Reap, som officielt blev indlemmede i Thailand. Provinserne blev afståede tilbage til Cambodja i en grænseaftale mellem Frankrig og Thailand i 1906.
Cambodja fortsatte som fransk protektorat i årene 1863–1953, administreret som en del af kolonien Fransk Indokina, afbrudt af japansk okkupation 1941–1945 under Anden Verdenskrig. Efter kong Norodoms død i 1904 manipulerede Frankrig kongevalget, og Sisowath, Norodoms broder, blev placeret på tronen. Tronen blev ledig igen i 1941 efter dødsfaldet af Monivong, Sisowaths søn, og Frankrig godtog ikke Monivongs søn Monireth, som blev opfattet som værende for optaget af uafhængighed. I stedet blev Norodom Sihanouk, et af Sisowaths børnebørn, kronet. Franskmændene vurderede, at den unge Sihanouk, som kun var 18 år gammel, da han indtog tronen, ville være lettere at kontrollere. De tog imidlertid fejl, og under kong Norodom Sihanouks styre fik Cambodja sin uafhængighed fra Frankrig den 9. november 1953.

### Uafhængighed og borgerkrig
Cambodja blev et konstitutionelt monarki under kong Norodom Sihanouk. Da Fransk Indokina blev givet uafhængighed, mistede Cambodja den formelle kontrol over Mekongdeltaet, da dette blev en del af Vietnam. Området havde i praksis været kontrolleret af vietnameserne siden 1698, da kong Chey Chettha II gav vietnameserne tilladelse til at bosætte sig i området.
I 1955 abdicerede Sihanouk til fordel for sin fader, Norodom Suramarit, for at blive valgt statsminister. Efter faderens død i 1960 blev Sihanouk igen landets leder og tog titlen prins. Da Vietnamkrigen blev optrappet, erklærede Sihanouk en officiel neutralitetspolitik i den kolde krig, men for kambodjanerne var denne vanskelig at opretholde, og de internationale magtkampe under den kolde krig kom til at præge Cambodja i meget høj grad. Sihanouk blev styrtet i et militærkup ledet af statsministeren, general Lon Nol og prins Sisowath Sirik Matak, mens han var på et udenlandsbesøg i 1970. Kupmagerne fik støtte fra USA. Kong Sihanouk bosatte sig i Beijing, Kina og herfra opfordrede han sine tilhængere til at hjælpe med at styrte Lon Nols pro-amerikanske regering. Det brugte De Røde Khmerers oprørere politisk til at vinde tilslutning og territorium i de Cambodjanske regioner og fremskyndede herved udbruddet af borgerkrigen.
Vietnamkrigen havde spredt sig ind i Laos i 1968 og Cambodja blev også involveret året efter, da sydvietnamesiske og amerikanske fly indledte massive bombekampagner i et forsøg på at bekæmpe Viet Cong og De Røde Khmerer. Bombningerne i Cambodja varede frem til 1973 og to millioner kambodjanere blev gjort til flygtninge af krigen og søgte tilflugt i Phnom Penh. Overslagene over antallet af dræbte kambodjanere under bombetogterne varierer, det samme gør synet på virkningerne af bombningen. Den amerikanske Seventh Air Force hævdede, at bombningen forhindrede, at Phnom Penh faldt i 1973 ved at dræbe 16.000 af de 25.500 Røde Khmer-soldater som belejrede byen. Andre har hævdet, at bombningerne drev bønderne til at gå med De Røde Khmerer. Det hævdes videre, at De Røde Khmerer "ville have vundet alligevel", selv uden amerikansk indblanding til at hjælpe rekrutteringen, men at USA i al hemmelighed spillede en stor rolle bag hovedårsagen til De Røde Khmerers succes. I forbindelse med et statsbesøg i Vietnam, og for at afbøde problemerne med ueksploderet ammunition som stadig præger Vietnam, Laos og Cambodja, åbnede den amerikanske præsident Bill Clinton i år 2000 for US Air Force's arkiver over bombninger i Indokina mellem 1964 og 1975. Heraf fremgår det at i alt 113.716 mål i Cambodia modtog 230.516 tæppebombardementer i perioden, langt mere end hidtil antaget.

### De Røde Khmerers styre
Mod slutningen af krigen slog en amerikansk rapport fast, at landet stod over for hungersnød i 1975. 75 % af alle husdyr var dræbt og risplantningen for næste indhøstning måtte gøres "med hårdt arbejde af alvorligt underernærede mennesker".
De Røde Khmerer nåede Phnom Penh og tog magten i 1975. Regimet, ledet af Pol Pot, ændrede det officielle navn på landet til Demokratisk Kampuchea, og var stærkt påvirket og støttet af Kina. De evakuerede umiddelbart byerne og sendte hele befolkningen på tvangsmarcher til arbejdsprojekter i landdistrikterne. De forsøgte at genopbygge landbruget efter model fra det 11. århundrede, forkastede vestlig medicin, og ødelagde templer, biblioteker, og alt de regnede som vestligt. Mellem én og to millioner kambodjanere, af en befolkning på 7 millioner, døde ved henrettelser, overarbejde, sult og sygdom. Skønnene over antal dræbte varierer, men de fleste kilder opgiver et tal mellem 1,7 og to millioner.
Denne epoke gav ophav til begrebet "Dødsmarkerne" (killing fields), og fængslet Tuol Sleng blev berygtet for sine massedrab. Flere hundrede tusinde flygtede over grænsen til nabolandet Thailand. Regimet ramte etniske minoritetsgrupper hårdt, Chammuslimer blev massakreret og så meget som halvdelen af befolkningsgruppen blev udryddet. I slutningen af 1960-erne levede skønsvis 425.000 etniske kinesere i Cambodja, men i 1984, som følge af udvandring og De Røde Khmerers folkemord, var der kun omkring 61.400 etniske kinesere i landet. Erhvervsgrupper, som for eksempel læger, advokater, og lærere, blev også ramt. Udryddelsen af intellektuelle var så ekstrem, at selv det at bære briller kunne resultere i henrettelse. Det er blevet hævdet, at "briller var lige dødelige som jødestjernen under 2. verdenskrig", da de blev set som et tegn på intellektualisme.

### Vietnams invasion og overgangen til demokrati
Fra 1977 blev Cambodja involveret i grænsetvister med Vietnam og De Røde Khmerer forfulgte indbyggerne i grænseområderne og dræbte dem. Forfølgelserne omfattede også etniske vietnamesere og i november 1978 invaderede vietnamesiske tropper Cambodja for at stoppe De Røde Khmerers strejftog over den vietnamesiske grænse og folkemordet i Cambodja. Den 7. januar 1979, indtog den Vietnamesiske Hær hovedstaden Phnom Penh og satte De Røde Khmerer fra magten. Dagen efter blev Folkerepublikken Cambodja etableret.
Folkerepublikken Cambodja blev ledet af FUNSK, en udbrydergruppe der var blevet misfornøjede med De Røde Khmerer. Folkerepublikken Cambodja var pro-sovjetisk og pro-Vietnamesisk. De Røde Khmere havde stadig kontrol over store områder af landet, især de vestlige egne, hvorfra en lang guerilla-krig nu begyndte.
I 1981, to år efter oprettelsen af Folkerepublikken, fik Cambodja en ny koalitionsregering, hvor De Røde Khmerer blev inviteret med. "Koalitionsregeringen i demokratiske Kampuchea" kom til at bestå af tre politiske og militære fraktioner; en royalistisk fraktion ledet af Sihanouk, Khmer-folkets nationale befrielsesfront og De Røde Khmerer. De Røde Khmerers repræsentant i FN, Thiounn Prasith, blev beholdt. På trods af koalitionen, fortsatte guerillakrigen og ingen af fraktionerne opgav kontrollerede områder.
Gennem 1980-erne modtog De Røde Khmerer hjælp fra Thailand, USA og Storbritannien og kunne fortsætte med at kontrollere store dele af landet, samt angribe territorium som de ikke dominerede. Disse angreb, sammen med totale økonomiske sanktioner af Cambodjas regering fra USA og deres allierede, gjorde genopbygning praktisk talt umulig, og efterlod landet i dyb fattigdom, især landområderne.
Fredsarbejdet begyndte i Paris i 1989 og kulminerede to år senere i oktober 1991 i en omfattende fredsaftale. FN blev givet mandat til at håndhæve en våbenhvile, og håndtere flygtninge og nedrustning.

### Genopretning af det konstitutionelle monarki
Efter fredsaftalen har genopbygningsarbejdet udviklet sig og har ført til politisk stabilitet i form af et flerpartidemokrati og et konstitutionelt monarki. Norodom Sihanouk blev genindsat som konge af Cambodja i 1993, og da han abdicerede i 2004, blev en af hans sønner, Norodom Sihamoni, valgt som ny konge.
Stabiliteten etableret efter konflikten blev kortvarigt rystet i 1997, da der opstod træfninger mellem tilhængere af Funcinpec og prins Norodom Ranariddh på den ene side og statsminister Hun Sen på den anden side. Hun Sen kaldte sammenstødene et forsøg på statskup og udviste Ranariddh fra landet. Ranariddh blev benådet af kong Norodom Sihamoni i 2008 og kunne vende tilbage fra eksil. Ved valget samme år fik hans nye parti to pladser i nationalforsamlingen.
Cambodja er også blevet hjulpet i genopbygningen af landet af en række mere udviklede lande som Japan, Frankrig, Tyskland, Canada, Australien, New Zealand, Indonesien, USA og Storbritannien, selv om tilliden til den nuværende regering ikke er uden forbehold.

## Politik og administration
Ifølge landets grundlov fra 1993 er Cambodja et parlamentarisk repræsentativt demokratisk monarki. Statsministeren leder regeringen, som vælges ud fra et flerpartisystem, mens kongen er statsoverhoved. Statsministeren udnævnes af kongen efter råd fra og med godkendelse af nationalforsamlingen. I 2009 var 16 % af pladserne i nationalforsamlingen besatte af kvinder.
Den 14. oktober 2004 blev kong Norodom Sihamoni valgt af et specielt tronråd bestående af ni medlemmer, en udvælgelse som blev hurtigt gennemført efter den overraskende abdikation fra kong Norodom Sihanouks side en uge tidligere. Valget blev støttet af statsminister Hun Sen, som var et af medlemmerne i tronrådet. Kongen blev kronet i Phnom Penh den 29. oktober. Monarkiet er symbolsk og udøver ingen politisk magt.
I 2006 blev Cambodja rangeret som nummer 151 af 163 lande i en liste over korrupte lande, præsenteret af Transparency International. 2009-udgaven af samme liste placerede landet som nummer 158 af 180 lande, og ifølge samme liste er Cambodja det tredje mest korrupte land i Sydøstasien, efter Laos og Myanmar (Burma). BBC rapporterer, at den politiske arena i Cambodja er gennemsyret af korruption.[kilde mangler] Korruption har også bidraget til det store gab mellem fattig og rig i landet.

### Forsvar
Cambodjas militærvæsen i sin nuværende form blev dannet i 1993, da den daværende regerings militærstyrke blev slået sammen med to ikke-kommunistiske modstandsgrupper. Landet har almindelig værnepligt, og alle mænd mellem 18 og 30 må registrere sig for militærtjeneste. Den største gren i Cambodjas forsvar er hæren, som sandsynligvis har omkring 130.000 soldater i tjeneste. Marinen og luftforvaret har henholdsvis 2.800 og 1.000 soldater i tjeneste, sidstnævnte opererer totalt 27 fly og helikoptere, inklusiv ni jagerfly og 8 helikoptere. Militærudgifterne udgør 1,7 % af landets BNP.

### Administrativ inddeling
Inddelingen af Cambodja har været genstand for flere forandringer op gennem årene. Den nyeste kom 22. december 2008, da kong Norodom Sihamoni underskrev en kongelig resolution, som justerede flere provinsgrænser og ændrede storkommunerne (krong) Kep, Pailin og Sihanoukvilles status til provinser (khaet).
Provinserne er det øverste niveau i den administrative inddeling af Cambodja. Disse er inddelte i 159 distrikter (srŏk) som igen er inddelte i kommuner (khum). Kommunerne underinddeles så i landsbyer (phum). Hovedstaden Phnom Penh er en egen provins, og her kaldes inddelingen khan, som igen inddeles i sangkat.
| Provins              | Khmer    | Areal      | Provins             | Khmer    | Areal      | Kort                                          |
| -------------------- | -------- | ---------- | ------------------- | -------- | ---------- | --------------------------------------------- |
| 1. Banteay Meancheay | បន្ទាយមានជ័យ | 6 679 km²  | 13. Oddar Meancheay | ឧត្តរមានជ័យ | 6 158 km²  | Nummereret kort som viser Cambodjas provinser |
| 2. Battambang        | បាត់ដំបង    | 11 072 km² | 14. Pailin          | ប៉ៃលិន      | 803 km²    | Nummereret kort som viser Cambodjas provinser |
| 3. Kampong Cham      | កំពង់ចាម    | 9 799 km²  | 15. Phnom Penh      | ភ្នំពេញ     | 290 km²    | Nummereret kort som viser Cambodjas provinser |
| 4. Kampong Chhnang   | កំពង់ឆ្នាំង   | 5 521 km²  | 16. Sihanoukville   | ក្រុងព្រះសីហនុ | 868 km²    | Nummereret kort som viser Cambodjas provinser |
| 5. Kampong Spoe      | កំពង់ស្ពឺ    | 7 017 km²  | 17. Preah Vihear    | ព្រះវិហារ    | 13 788 km² | Nummereret kort som viser Cambodjas provinser |
| 6. Kampong Thom      | កំពង់ធំ     | 13 814 km² | 18. Pursat          | ពោធ៌សាត់     | 23 692 km² | Nummereret kort som viser Cambodjas provinser |
| 7. Kampot            | កំពត      | 4 873 km²  | 19. Prey Veng       | ព្រៃវែង     | 4 883 km²  | Nummereret kort som viser Cambodjas provinser |
| 8. Kandal            | កណ្តាល     | 3 568 km²  | 20. Ratanakiri      | រតនគីរី    | 10 782 km² | Nummereret kort som viser Cambodjas provinser |
| 9. Koh Kong          | កោះកុង      | 11 160 km² | 21. Siem Reap       | សៀមរាប     | 10 299 km² | Nummereret kort som viser Cambodjas provinser |
| 10. Kep              | កែប       | 336 km²    | 22. Stung Treng     | ស្ទឹងត្រែង   | 11 092 km² | Nummereret kort som viser Cambodjas provinser |
| 11. Kratie           | ក្រចេះ      | 11 094 km² | 23. Svay Rieng      | ស្វាយរៀង    | 2 966 km²  | Nummereret kort som viser Cambodjas provinser |
| 12. Mondulkiri       | មណ្ឌលគីរី   | 14 288 km² | 24. Takeo           | តាកែវ      | 3 563 km²  | Nummereret kort som viser Cambodjas provinser |

### Politisk system
Den lovgivende forsamling i Cambodja er organiseret i et tokammersystem.
- Nationalforsamlingen (Radhsaphea ney Preah Reacheanachak Kampuchea) har 123 medlemmer, som vælges for en femårsperiode ved forholdstalsvalg.
- Senatet (Senat) har 61 medlemmer. To af disse medlemmer udnævnes af kongen, to vælges af underhuset, og de resterende 57 vælges i "funktionelle valgkredse". Medlemmer i huset sidder i fem år.

Parlamentets opgave er at foreslå og vedtage landets love. Love vedtaget af parlamentet bliver givet til kongen, som giver de foreslåede love kongelig sanktion. Kongen har ikke vetoret over love vedtaget af nationalforsamlingen (underhuset) og kan dermed ikke tilbageholde den kongelige sanktion. Nationalforsamlingen har også magt til at afsætte statsministeren og hans regering med to trediedeles mistillidsvotum.

#### Politiske partier
11 partier stillede til valg til nationalforsamlingen i 2008, 5 af disse fik nok stemmer til at blive repræsenteret i parlamentet. Det største af disse, Det cambodjanske folkeparti (khmer: គណបក្សប្រជាជនកម្ពុជា, Kanakpak Pracheachon Kâmpuchéa, KPK, fransk: Parti populaire cambodgien, PPC; Engelsk: Cambodian People's Party, CPP) har magten i landet. De andre er FUNCINPEC, Sam Rainsy-partiet, Menneskeretspartiet og Norodom Ranariddh-partiet.
Det cambodjanske folkeparti (KPK) blev dannet i 1991 fra resterne af det ortodoks marxistiske Cambodjanske folkets revolutionsparti (PRPK), som blev stiftet i 1951. Partiet, som i dag kalder sig sosialister, fik 53% af stemmerne ved valget i 2008 og fik dermed 90 repræsentanter ind i nationalforsamlingen. De vandt også senatsvalget i 2006 og har 43 pladser i senatet.
Det liberale Sam Rainsy-parti, som opstod i 1998 fra resterne af Røde Nation-partiet fra 1995, har udviklet sig de sidste år til at blive den næst største magtfaktor i det politiske landskab i Cambodja. Det er opkaldt efter lederen Sam Rainsy, som i den første cambodjanske regering efter forfatningen af 1993 var finansminister. Han førte en konstant kamp mod korruption, men blev senere ekskluderet fra politiske hverv og hans daværende parti Funcinpec. Hans konsekvente modstand mod vanstyre og korruption, og kampen for menneskerettigheder og pressefrihed gjorde ham ikke bare populær i Vesten, men gjorde ham også til et mål for angreb fra magthaverne. Sympatisører af partiet er koncentrerede i den uddannede middelklasse i hovedstaden.
Funcinpec (Front Uni National pour un Cambodge Independent, Neutre, Pacifique et Coopératif) har rødder tilbage til 1980-erne, da de deltog under kong Sihanouks kamp mod den vietnamesiske okkupation. Partiet forenede royalisterne og de anti-vietnamesiske bevægelser, og frem til 2008 sad de i koalitionsregering med KPK med 43 repræsentanter i nationalforsamlingen i perioden 1998-2003 og 26 repræsentanter i perioden 2003-2008. Partiets tilslutning har haft en jævn nedgang siden 1998 og de fik ved sidste valg kun 2 pladser i nationalforsamlingen. Partiet repræsenterer princippet om fri markedsøkonomi, og de mest loyale vælgere kommer fra provinsielle byer. Lederen er Kev Put Reaksmei.
Andre store partier er det Menneskeretspartiet, stiftet i 2007, og Norodom Ranariddh-partiet, stiftet i 2006 af en tidligere formand i Funcinpec.
Ved valget i 2018 vandt Cambodjas Folkeparti (KPK) en jordskredsejr og fem år mere som regering, primært fordi der ingen reel udfordrer var til landets mangeårige premierminister, 65-årige Hun Sen, der tidligere var kommandør i de berygtede Røde Khmerer i 1970'erne, og havde siddet tungt på magten i Cambodia igennem 33 år, hvilket gjorde ham til verdens længst siddende premierminister. Det eneste store oppositionsparti, Cambodjansk Nationalt Redningsparti (CNRP), der kunne true Hun Sen og hans folkeparti, blev opløst af landets højesteret året forinden, i 2017. Menneskeretsgrupper i både ind- og udland, samt en række vestlige regeringer, havde på forhånd konkluderet, at valget hverken ville blive hverken frit eller fair, i særdeleshed da CNRP var udelukket fra at deltage. Foreløbige, men fuldstændige resultater fra Statens Nationals Valgkomité viste at Hun Sens parti fik 4.875.189 stemmer, svarende til 76.8 %, af i alt 6.349.389 gyldige stemmesedler, hvilket i det endelige valgresultat sikrede partiet alle 125 pladser i nationalforsamlingen. Der var næsten 600.000 ugyldige stemmesedler, som generelt blev fortolket til at være blevet afgivet i protest. Et par dage før valget blev en række uafhængige mediers hjemmesider blokkeret af adskillige Internetudbydere og mobilselskaber, bl.a. blev der blokkeret for Radio Free Asia (RFA), Voice of America (VOA) og Voice of Democracy (VOD), såvel som engelsksprogede aviser.
Ved valget i juli 2023 vandt Cambodjas Folkeparti (KPK) atter en overvældende sejr. Valget var ifølge USA og andre udenlandske observatører hverken frit eller fair, der var ingen reelle alternativer opstillet. Et enigt parlament valgte Hun Sens søn, Hun Manet, som landets nye premierminister.

### Indenrigspolitik
Den indenrigspolitiske situation har stabiliseret sig under Hun Sen siden 1997. Kriminaliteten er gået ned, turisterne er kommet tilbage til landet, inflationen ligger på et lavt niveau, og udenlandsk bistand til landet er vokset. Korruption er imidlertid fortsat et stort problem, og de sidste år er også udenlandske investeringer faldet på grund af mangel på tillid til regeringen. Hun Sens autoritære lederstil byder også på udfordringer for demokratiet, blandt andet er over 50 aviser og magasiner blevet forbudte siden 2002 og oppositionspolitikere er gentagne gange blevet mål for attentatforsøg.
Dårlige arbejdsforhold i tekstilindustrien har også ført til politiske spændinger og strejker. Her har Sam Rainsy udpeget sig som talsmand for arbejderne.
En stor national succes var afslutningen på De Røde Khmerers militære aktioner, da de nedlagde våbnene i 1998. Arbejdet med et retsopgør efter borgerkrigen er krævende, da mange af dem, som i dag sidder ved magten, har haft bånd til De Røde Khmerer. Internationalt kan det være spændinger, siden lande som Kina, Thailand og USA til tider har støttet De Røde Khmerer. Den 4. oktober 2004 godkendte nationalforsamlingen en aftale med FN om etableringen af en internationalt støttet særdomstol kaldet Røde Khmer-tribunalet. Fem cambodjanske dommere udgør flertallet i domstolen, men en af de udenlandske dommere må godkende dommen for at forhindre korruption. Dommerne blev taget i ed i juli 2006 efter at have sikret sig udenlandsk finansiering, og domstolen er underlagt de cambodjanske straffelove.

### Presse og ytringsfrihed
I begyndelsen af 1970'erne, hvor Lon Nol var ved magten, blev der slået hårdt ned på journalistisk kritik af styret. Under Khmer Rouge regimet var journalistik ikke eksisterende, og under den efterfølgende Vietnamesiske besættelse i 1980'erne stort set uhørt. Efter selvstændighed og genindførelse af demokrati, åbnede flere medier, blandt andet med delvis udenlandsk finansiering.
I forbindelse med et bebudet valg i juli 2018, begyndte myndighederne at slå hårdt ned på kritisk journalistik, først med et skattekrav på 6 mio. USD (ca. 36 mio. DKK) mod avisen The Cambodia Daily, der efterfølgende måtte lukke, og derefter et skattekrav på knap 4 mio. USD (ca. 25 mio. DKK) mod den 26 år gamle engelsksprogede avis The Phnom Penh Post. Udgiveren, den australske forretningsmand Bill Clough, sagde at avisen kunne risikere lukning. Der var spekulationer om, det var premierminister Hun Sens hensigt med aggressive bureaukratiske skattekrav, målrettet at lukke oppositionelle, både khmer og udenlandske, virksomheder over hele landet, samt fjerne uønskede udlændinge. I maj 2018 solgte den australske ejer Phnom Penh Post, der blev anset som sidste uafhængige stemme i Cambodja, til en malaysisk investor, Sivakumar S Ganapathy, der omtaltes som en erfaren journalist, med opbakning fra en stærk investorgruppe. Den ny ejer begyndte med at afskedige chefredaktøren, for at have tilladt at avisen publicerede en artikel om ejerskiftet under overskriften "Phnom Penh Post sogt til Malaysian investor" og forlagte artiklen fjernet fra Internet-udgaven. Yderligere fire ansatte, inklusive web-redaktøren, forlod deres stilling på avisen i protest.
To Radio Free Asia journalister, Yeang Sothearin og Oun Chhin, var tidligere blevet anklaget for spionage og varetægtsfængslet. Også den australske filmmand James Ricketson blev fængslet i en sag forbundet med opløsningen af opositionspartiet CNRP, hvis leder, Kem Sokha, var blevet arresteret i november 2017 og anklaget for forræderi.
I begyndelsen af 2018 indførte Cambodja en majestætsfornærmelseslov – som tilsvarende findes i nabolandet Thailand og håndhæves hårdt der, især af militærjuntaten efter statskuppet i 2014 – og allerede i maj måned blev en 50-årig lærer arresteret for angiveligt at have fornærmet monarkiet i et opslag på Facebook.

### Forsvars- og udenrigspolitik
Cambodja er medlem av FN, Verdensbanken og Den Internationale Valutafond. Landet er med i Den asiatiske udviklingsbank (ADB), medlem av ASEAN, og ble medlem av WTO 13. oktober 2004. I 2005 deltog Cambodja på det første East Asia Summit.
Cambodja har etableret diplomatiske forbindelser med en række lande; det er 20 ambassader i landet, blandt andre mange af dets naboer og flere af de vigtigste aktører i fredsforhandlingerne i Paris, inkluderet USA, Australien, Canada, Kina, EU, Japan og Rusland. Som et resultat af de forbedrede internationale relationer har en række velgørende organisationer hjulpet med både offentlige og civile infrastrukturbehov.
Selv om de voldelige sammenstød i 1970- og 1980-erne er ovre, er der fortsat flere grænsetvister mellem Cambodja og nabolandene. Det er uenighed om enkelte øer og dele af grænsen mod Vietnam, og udefinerede maritime grænser og grænseområderne mod Thailand.

#### Forholdet til Thailand
Forholdet til Thailand, har historisk set været meget anspændt til tider, og problemerne er fortsat i moderne tid, også efter Cambodjas demokratisering.
I januar 2003 var der anti-thailandske optøjer i Phnom Penh. De var opstået som reaktion på rygter om kommentarer om Angkor Wat, angivelig udtalt af en thailandsk skuespillerinde og trykt i Reaksmei Angkor, en cambodjansk avis, og senere citeret af statsminister Hun Sen. Den thailandske regering sendte militære fly for at evakuere thailandske statsborgere og lukkede grænsen til Cambodja for thaier og cambodjanere (grænsen var ikke på noget tidspunkt lukket for udlændinge eller vestlige turister), mens thaier demonstrerede uden for den cambodjanske ambassade i Bangkok. Grænsen blev genåbnet den 21. marts, efter at den cambodjanske regering betalte $ 6.000.000 USD i kompensation for ødelæggelsen af den thailandske ambassade og godtog at kompensere enkelte thailandske virksomheder for deres tab. "Kommentaren", som havde udløst optøjerne, viste sig aldrig at være blevet givet.
Nye problemer mellem Cambodja og Thailand opstod igen i midten af 2008, da Cambodja ville sætte Preah Vihear-templet, et UNESCO verdensarvssted, i stand. Det resulterede senere i en konflikt, hvor begge lande placerede soldater nær grænsen og omkring det omstridte område mellem de to lande. Konflikten blussede op igen i april 2009, da to thailandske soldater døde som følge af et sammenstød. Den 18. juli 2012 begyndte begge lande at trække deres tropper tilbage fra det omstridte område ved Preah Vihear, og de 900 soldater blev erstattede af grænsepoliti.[kilde mangler]
Den 5. november 2009 tilbagekaldte Thailand sin ambassadør fra Cambodja i protest mod den cambodjanske regerings udnævnelse af Thailands tidligere statsminister Thaksin Shinawatra til en økonomisk rådgiver. Thailands statsminister Abhisit Vejjajiva udtalte, at Cambodja blandede sig i interne thailandske anliggender, og som følge af dette ville bilateral samarbejdsaftaler blive revurderede. Desuden ønskede de Shinawatra udleveret, da han var dømt for korruption i landet. Den cambodjanske regering udtalte, at den ville afslå Thailands anmodning om udlevering af Thaksin, da de anså ham for at være et offer for politisk forfølgelse. I månederne før Cambodjas afgørelse blev taget, var tropper fra begge nationer stødt sammen over templet ved Preah Vihear, hvilket førte til en forværring i forholdet. Den 5. november, klokken 20:30 lokal tid, kundgjorde Cambodja, at man trak sin ambassadør fra Thailand tilbage. Sok An, et medlem af ministerrådet og vicestatsminister i Cambodja, sagde, at udnævnelsen af Thaksin var en intern beslutning i Cambodja, og at det var "i overensstemmelse med international praksis". Den 23. august 2010, trak Thaksin Shinawatra som Cambodjas specielle økonomiske rådgiver, og hans resignation førte til en bedring i forholdet mellem de to lande.
Den 4. februar 2011 skød den cambodjanske hær raketter ind i en lille thailandsk by 5 km fra grænsen. Som et resultat heraf blev et lokalt sygehus, en folkeskole, og 4-5 huse ødelagt.
I forbindelse med fund af olie i farvandet ud for kysten er der opstået diskussioner om et større havområde mellem Thailand og Cambodja, disse er endnu ikke afklarede.

### Menneskerettigheder
Amnesty International hævder, at Cambodjas love er utilstrækkelige set fra et menneskerettighedsperspektiv. Selv om landet de sidste år har vedtaget flere nye love, som skal give borgerne bedre retssikkerhed, betyder alvorlige mangler i retssystemet, at der i Cambodja kun er ringe beskyttelse mod brud på menneskerettighederne. Oppositionspartierne, menneskerettighedsaktivister og journalister har modtaget trusler og oplevet arrestationer, Cambodjas repræsentant ved FNs højkommissær for menneskerettigheder gik af og tog afstand fra manglen på samarbejde fra de cambodjanske myndigheders side. Tusindvis af mennesker bliver tvangsflyttede som følge af statslig ekspropriation på grund af uenigheder og industri- og byfornyelsesprojekter, politiet gennemfører razziaer og arrestationer uden at overholde straffeprocesloven i Cambodja og bryder dermed menneskerettighedskonventionerne.
Statsminister Hun Sen har tidligere måttet gennemføre nogen reformer, som skulle sikre større respekt for menneskerettighederne for at få tilgang til finansiering fra udenlandske kilder. Med opdagelsen af nye oliereserver i Siambugten og den økonomiske opgangen dette vil give, frygter nogen eksperter, at når lederen af regeringen kan klare sig uden denne støtte, forsvinder respekten for menneskerettighederne, som han tidligere var nødt til at udvise.
Når det gælder prostitution i Cambodja, som i nabolandene Laos og Vietnam, var den begrænset, på grund af ulige konflikter og forbud mod dette. Da FN-tropperne ankom i 1991, blomstrede sexindustrien, soldaternes betalingsevne bidrog til en høj efterspørgsel efter betalt sex. Dette startede en handel med kvinder fra landdistrikterne til byen. I 1993, da FN-soldaterne begyndte at trække sig ud af landet, var der skønsvis 20.000 prostituerede i landet. Tilbagetrækningen af soldaterne førte til, at prostitutionsmarkedet begyndte at bevæge sig mod et lokalt klientel. I 1996 var 57.000 kvinder tilknyttet prostitution, og i 2002 var antallet af mindreårige prostituerede mindst 16.000 personer, en tredjedel af det totale.

#### Børns vilkår
Ifølge UNICEF er Cambodia et land med store problemer med menneskehandel med børn.
Det er ofte forældrene (eller slægtninge i tilfælde med forældreløse børn), som sælger børn, fordi de er tvungne af fattigdom, sult, fornedrelse og uvidenhed. Børn bliver udnyttede til at sælge på gaden, til prostitution (nøjagtige tal er vanskelige at angive, men enkelte anslår, at 100.000 prostituerede i dag er mindreårige og 42 % er smittede af HIV-viruset) eller er skadede for at tvinge dem til at tigge om almisser. Andre er solgte af deres forældre til barnløse par i Vesten, som kan betale op mot $2.000 for et barn (antallet af adoptioner er vokset fra 59 i 1995 til 600 i 2001, men de reelle tal er ukendte, da mellemleddene er mange).
Da mange fødsler ikke er registrerede i folkeregisteret, er det umuligt at fastslå hvor mange mindreårige, som sælges af deres forældre. 70 % af trafikken af børn går fra Poipet, en by på grænsen mellem Cambodia og Thailand. Flere velgørende organisationer arbejder med reintegrering af børn, som er solgte og derefter er flygtede fra sine udbyttere. Alene i hovedstaden Phnom Penh har humanitære organisationer anslået, at 23.000 børn bor på gaden, og på landsbasis er skønnet på ca. 380.000 forældreløse børn.
På grund af finanskrisen i 2008 og følgende stigning i priserne på mad er antallet af tilfælde af akut underernæring blandt børn under 5 år vokset fra 9,6 % i 2005 til 15,9 % i 2008. Dette rammer hovedsagelig børn i urbane områder.
Regeringen planlægger at yde tilskud til de fattigste mødre og børn, begyndende fra juni 2019. Gravide vil modtage 40.000 riel (cirka 65 DKK) op til fire gange under graviditeten, og et engangsbeløb på 200.000 riel (cirka 325 DKK) når de føder. Yderligere gives 40.000 riel i tilskud op til 10 gange inden barnet fylder to år, blandt andet i forbindelse med vaccinationer.

#### Børnehjem
Omkring 16.000 børn lever i børnehjem for forældreløse (orphanage). UNICEF, De Forenede Nationers børnefond, kalder disse hjem for døgninstitutioner. da kun hvert femte barn er forældreløs. Forældre sender deres børn til disse hjem, hvis ikke de kan brødføde dem. Børnehjemmene fungerer som arbejdspladser, hvor børnene fremstiller souvenirs, der kan sælges til turister. Desuden fungerer hjemmene som voluntourism (dansk, velgørenhedsturisme), hvor turister støtter børnehjemmene. I nogen tilfælde sender børnene penge hjem til forældrene, hvilket tiltrækker flere, til at sende børn til hjem for forældreløse børn. Børnene får for eksempel 20 % af indtægterne, mens hjemmet beholder 80 % til dækning af uspecificerede driftsomkostninger.

#### Brudehandel
Siden årtusindskiftet er tusindvis af sydøstasiatiske kvinder blevet lokket til Kina af kriminelle netværk, der lovende lukrative job, og efterfølgende solgte dem som brude, da Kina efter den tidligere etbarnpolitik har en kønsforskydning på millionvis af mænd. I 2016 sagde regeringen i Phnom Penh, at den havde identificeret 7.000 cambodjanske kvinder, der lever i tvangsægteskaber i Kina, mens anti-trafficking grupper mente, at det reelle tal nemt kunne være dobbelt så stort. Hjemvendte kvinder beskrev ofte seksuelt, fysisk og psykologisk misbrug, samt indespærring, tortur og tvangsarbejde. Nogle var flygtet, mens andre blev kasseret efter at have produceret et barn til den mand, der købte dem. Prisen udgjorde, ifølge forskere, mellem 10.000 USD og 20.000 USD (cirka 65.000-130.000 DKK). Fem cambodjanske organisationer, der arbejdede med at lokalisere, repatriere (vende tilbage til oprindelseslandet) og rehabilitere kvinder, der var tvunget til ægteskab, sagde, at de modtog et nyt opkald om hjælp hver anden dag i 2018.

## Næringsliv
Cambodjas økonomiske vækst aftog dramatisk i årene 1997-1998 som en følge af den økonomiske krise i hele området, civile uroligheder og politisk uro. De udenlandske investeringer og turismen mindskedes kraftigt. 1999 var det første år i over 30 år, hvor der var helt og holdent fred i landet og væksten var da 5,0 %. Denne vækst fortsatte i årene 2000-2002. Til trods for et tilbageslag som følge af finanskrisen i 2008, var Cambodja blandt de ti lande i verden med kraftigst økonomisk vækst i perioden 2001-2010.
| Kategori                    | 2004    | 2005    | 2006    | 2007    | 2008     | 2009     | 2010     | 2011     |
| --------------------------- | ------- | ------- | ------- | ------- | -------- | -------- | -------- | -------- |
| BNI per capita, (PPP i US$) | 1250    | 1440    | 1630    | 1830    | 1960     | 1970     | 2080     | 2230     |
| Befolkning (i millioner)    | 13,19   | 13,36   | 13,52   | 13,67   | 13,82    | 13,98    | 14,14    | 14,31    |
| BNP (i millioner US$)       | 5337,83 | 6293,05 | 7274,42 | 8639,16 | 10351,83 | 10401,94 | 11242,27 | 12829,54 |
| BNP vækst (årlig %)         | 10,34   | 13,25   | 10,77   | 10,21   | 6,69     | 0,09     | 5,96     | 7,07     |
| Forventet levealder         | 59,43   | 59,98   | 60,53   | 61,06   | 61,58    | 62,07    | 62,54    | 62,98    |

Turisme er det erhverv der er vokset mest, med stadig større turiststrømme hvert år. Turistministeriet forudså i 2018, at der var behov for mindst 100.000 yderligere guesthouse- og hotelværelser inden 2028, heraf 60.000 i luksusklasse, foruden de eksisterende 800 hotellers 46.000 nuværende, hvoraf mindst 20.000 er på femstjernede hoteller. Antallet af udenlandske turister ventedes øget fra cirka seks millioner i 2018 til syv millioner i 2020, og 15 millioner i 2030. Til trods for denne vækst er situationen vanskelig for landet. Befolkningen mangler uddannelse, og infrastrukturen er næsten fraværende i store dele af landet. Uroen i forbindelse med den politiske situation medfører forsinkelser i arbejdet hos hjælpeorganisationer og andre. I 2006, modtog Cambodja over en halv milliard amerikanske dollar i bistand fra udlandet.
Cambodjas økonomi er i dag meget afhængig af turismen: det er uden tvivl den sektor, som bringer mest kapital til landet. Ser man bort fra turismen, er tekstilindustrien den vigtigste indtægtskilde for Cambodja. Den udgør i 2018-tal omkring 40 % af BNP og der er cirka 800.000 ansatte. EU er største eksportmarked med en omsætning på næsten 6. mia. USD (knap 40 mia. DKK).
I 2005 blev der fundet olie og gas under landets territorialfarvand, og når kommerciel udvinding af denne er kommet i gang fra 2013, vil olieindtægterne kunne påvirke landets økonomi stærkt.
| Økonomiske nøgletal | Værdi         | År   | Kilde              |
| ------------------- | ------------- | ---- | ------------------ |
| BNP                 | 12,83 mrd US$ | 2011 | UN Data            |
| BNP (vækst)         | 7,1 %         | 2011 | UN Data            |
| Industriproduktion  | 16,9 %        | 2012 | CIA World Factbook |
| Konsumpriser        | 2,9 %         | 2012 | CIA World Factbook |
| Arbejdsløshed       | 0,2 %         | 2012 | UN Statistics      |
| Handelsbalance      | -1,8 mrd US$  | 2008 | UN Data            |
| Betalingsbalance    | -0,34 mrd US$ | 2006 | UN Data            |
| Udviklingshjælp     | 0,52 mrd US$  | 2005 | UNDP Database      |
| BNP per indb        | 897 US$       | 2011 | UN Data            |

### Arbejdsmarked
Arbejdsmarkedets mindsteløn blev i oktober 2018 hævet med 5 USD (cirka 30 DKK) til 182 USD (cirka 1.200 DKK) fra januar 2019, hvilket især påvirkede lønnen for arbejdere i tekstil-, tøj- og fodtøjsindustrien.

### Eksport og import
Det vigtigste eksportprodukt er ris, mens andre vigtige er tekstiler, fisk, trælast, klæder, sko, gummi, tobak og peber. De største købere af disse produkter er USA, Tyskland, Storbritannien, Singapore, Japan og Vietnam. Den økonomiske krise i 2008, reducerede landets eksport; eksporten af gummi alene faldt med 15% på grund af faldende verdensmarkedspriser.
Landets vigtigste importprodukter er petroleumafledede produkter, cigaretter, guld, byggematerialer, maskiner, biler og farmaceutiske produkter. Det importeres mest fra landene Thailand, Singapore, Kina, Hongkong, Vietnam, Taiwan og USA.

### Danske erhvervsinvesteringer
Carlsberg ejer 75 % af bryggeriet Cambrew, der i 2018 havde en markedsandel på 20 %, i konkurrence med den nationale bryggerikoncern Khmer Brewery, med 35% af markedet, og den internationale ærkerival Heineken, med 25 %. Den gennemsnitlige årlige vækst i ølmarkedet var på 12 % siden 2010. Cambrews største ølmærke er Angkor Premium Beer og selskabet producerer også Pepsi til det cambodjanske marked.

### Valuta
Den officielle møntenhed i Cambodja er riel. Det er dog mindst lige så almindeligt at benytte sig af amerikanske dollarsedler. Rielsedlerne bliver gerne brugt som vekselpenge, dersom beløbet er under én dollar, og da er det almindeligt at regne 4.000 riel på en dollar.

### Samfærdsel

#### Veje
Borgerkrigen og forsømmelse i tiden efter skadede Cambodjas infrastruktur alvorligt, men med hjælp og udstyr fra andre lande har Cambodja nu opgraderet hovedvejene til internationale standarder, og de fleste er kraftigt forbedrede fra 2006. De fleste hovedveje er nu asfalterede. Forbedret vejstandard og voksende økonomisk aktivitet har ført til en stigning i brug af bil og motorcykel, men cykler dominerer fortsat. Tuk-tuk er også et populært alternativ for turister.
Foruden den vigtigste færdselsåre, som forbinder hovedstaden Phnom Penh med Sihanoukville, er en tidligere grusvej nu blevet asfalteret og fem store broer blevet bygget og en ny permanent transportåre knytter nu Phnom Penh sammen med Koh Kong. Dermed er der nu uafbrudt vejforbindelse til nabolandet Thailand, og deres enorme vejsystem.

#### Jernbaner
Cambodja har to jernbanelinjer, totalt omkring 800 kilometer med enkeltspor, en meter brede såkaldte meterspor. Begge linjerne går fra hovedstaden, den ene er 266 km lang til Sihanoukville på sydkysten, den anden på 386 km til Poipet. En større opgradering er i gang med støtte fra Den asiatiske udviklingsbank, og der foreligger planer om en jernbanelinje, som skal knytte hovedstaden sammen med Ho Chi Minh-byen. I juli 2018 blev jernbanenettet tilsluttet Thailands, med en 166 km linje til Pursat provinsen, og det blev dermed muligt køre med tog fra Bangkok til Phnom Penh.

#### Flodsejlads
Landets store floder har historisk set været vigtige for Cambodjas internationale handel. Mekong og Tonlé Sapfloderne, med sine mange bifloder, har givet muligheder for betydelig transportlængde, inkluderet 3.700 kilometer som er sejlbare hele året for fartøjer indtil 0,6 meters dybde og videre 282 kilometer sejlbar for fartøjer med 1,8 meters dybde. Cambodja har to store havne, Phnom Penh og Sihanoukville, og fem mindre. Phnom Penh, som ligger, hvor floderne Bassac, Mekong og Tonlé Sap mødes, har en flodhavn i stand til at modtage 8000-tons skibe i den våde årstid og 5000-tons skibe i den tørre årstid.

#### Luftfart
Landet har fire kommercielle flyvepladser. Phnom Penh internationale flyveplads (Pochentong) i Phnom Penh er den næst største i Cambodja. Siem Reap internasjonale lufthavn er den største og betjener flest internationale flyvninger ind og ud af Cambodja. De andre flyvepladserne ligger i Sihanoukville og Battambang. Cambodjas nationale flyselskab Cambodia Angkor Air ejes af den cambodjanske regering (51%) og Vietnam Airlines (49%).

## Kultur
Mange faktorer har bidraget til udviklingen af den cambodjanske kultur, blandt andet Theravadabuddhismen, fransk kolonialisme, hinduismen, angkoriansk kultur, og moderne globalisering. Ministeriet for kunst og kultur er ansvarlig for at fremme og udvikle cambodjansk kultur. Cambodjansk kultur inkluderer ikke bare kulturen hos landets etniske majoritet, khmerfolket, men også nogen af de 20 kulturelt distinkte stammer, som gerne omtales som Khmer Loeu, et begreb indført af Norodom Sihanouk for at skabe enhed mellem folk i højlandet og lavlandet. Cambodjanere i landdistrikterne bærer ofte et kramaskørt, som er en unik del af den traditionelle cambodjanske klædestil.
Khmerkulturen, som udviklede og spredte sig gennem Khmerriget, har særegne stilarter inden for dans, arkitektur og skulptur, som har været udvekslet med nabolandene Laos og Thailand op gennem historien. Angkor Vat (Angkor betyder "by" og Wat "tempel") er det bedst bevarede eksempel på khmerarkitektur fra angkoriansk tid og hundredvis af andre templer er blevet fundet i og omkring regionen.

### Festivaler og højtider
Bonn Om Teuk (Båtracefestivalen), den årlige rokonkurrence, er den mest fulgte cambodjanske nationale festival. Den afholdes i slutningen af regntiden, når Mekongfloden begynder at synke tilbage til sit normale niveau således, at Tonlé Sap-floden vender strømmen, og omkring 10 % af Cambodjas befolkning deltager i dette arrangement hvert år for at spille spil, sige tak til månen, se på fyrværkeri og deltage i robådssejladser i en karnevalsagtig atmosfære. Cambodjansk nytår er baseret på den klassiske indiske solkalender og Theravadabuddhismen, og er en stor højtid, som finder sted i april.

### Musik og dans
Den cambodjanske musik har i stor grad beholdt sin gamle karakter. Det spilles på traditionelle instrumenter som går tilbage til dagene i Angkor, blandt andet ulige perkussionsinstrumenter lavet af bambus og forskellige fløjter. Musikken akkompagnerer gerne den klassiske Apsaradans, som oprindeligt kun blev danset for de kongelige. Denne dans fik en renæssance i 1950-erne, og vises gerne frem som et eksempel på mangfoldigheden i khmerkulturen. Apsaradansen karakteriseres af stiliserede og delikate bevægelser, hvor danseren holder et relativt udtryksløst ansigt, mens hænderne bevæges i fantastiske formationer.
De sidste tiår har også set et åbnere Cambodja, og indflydelsen af vestlig musik på den moderne khmermusik er tydelig. Khmerpoppen har dog endnu beholdt noget af det asiatiske særpræg. En populær måde at præsentere denne musik på er gennem karaoke-VCDer, hvor en skuespiller normalt mimer teksten til sangen ved at bevæge munden som om, de faktisk synger sangen. Der findes også flere karaokekanaler på fjernsyn.

#### Klassisk litteratur
Et vidnesbyrd om khmersprogets lange historie er mængden af epigrafiske inskriptioner på sten. De første skriftlige beviser, som har bidraget til kortlægningen af Khmerrigets historie, er sådanne inskriptioner. Inskriptionerne på søjler, steler og vægge er, ud over at være værdifulde historiske optegnelser af de kongelige linjer, religiøse forordninger, territoriale erobringer og intern organisering af riget, kunstværker, som også har været værdifulde i studier af khmersproget.
Efter steninskriptionerne er nogen af de ældste khmerdokumenter oversættelser og kommentarer af Palibuddhistiske tekster fra Tripitaka. Disse blev skrevet af munke på palmyrapalmeblade og opbevarede i templer over hele landet.
Ram Ker (Ramas berømmelse) er den cambodjanske version af Ramayana, et berømt indisk epos. Ram Ker er skrevet på rim og iscenesat i sektioner tilpasset for at kunne tolkes gennem dans. Ram Ker er den ældste form for cambodjansk teater.
Cambodja har gennem århundreder haft en rig og varieret fortælletradition. Det er mange legender, eventyr og sange af meget gammel oprindelse som ikke blev skrevet ned før europæerne kom til landet. En af de mest repræsentative af disse fortællinger er historien om Vorvong og Sorvong (Vorvong og Saurivong), en lang historie om to khmerprinser som først blev skrevet ned af Auguste Pavie. Den franske tjenestemand hævdede, at han havde fået historien fra gamle onkel Nip i Somrontongdistriktet. Denne historie blev nedskrevet i Battambang. I 2006 blev historien om Vorvong og Sorvong fremført af Det kongelige balletkompagni i Cambodja.
Tum Teav, som har blevet sammenlignet med en lokal version af Shakespeares Romeo og Julie, er et andet kendt stykke khmerlitteratur, oprindeligt baseret på et digt skrevet af en cambodjansk munk ved navn Sam. Historien finder sted under Lovektiden og er en tragisk kærlighedshistorie, som er blevet genfortalt i Cambodja i hvert fald siden midten af det 19. århundrede. Historien er siden blevet gengivet i mange former, både mundtlig og skriftlig, den er blevet fremført som teater og filmatiseret. Historien spiller også en rolle i cambodjansk uddannelse, for at belyse sproghistorie. Selv om den første oversættelse til fransk blev udgivet allerede i 1880, fik Tum Teav ikke særlig anerkendelse i udlandet, før forfatteren George Chigas i 1915 oversatte den litterære version af den ærværdige buddhistiske munk Preah Botumthera Som eller Padumatthera Som, også kendt som Som, en af de mest anerkendte khmerforfattere.

#### Moderne litteratur
Moderne khmerlitteratur fik sin begyndelse i det nittende århundrede. Romanen, som åbnede for denne nye epoke, var Suphat af Rim Kit, skrevet i 1938 og udgivet i 1942 i Saigon. To tusinde eksemplarer blev sendt til Phnom Penh. Overgangsfasen mellem det nittende århundredes klassiske litteratur, som markeres af kærlighedshistorien Tum Teav og Kong Ang Duongs poesi, og moderne samtidslitteratur, er repræsenteret ved Acary Ind, Kram Ngoy, Nou Kan og Sou Set. Sidstnævnte regnes for øvrigt som den første cambodjanske kvindelige forfatter. Mellem 1938 og 1953 var Ieng Say, Nhok Them, Rim Kin og Nou Hach y Heng Yan vigtige navne, alle forfattere med en klar påvirkning fra fransk litteratur som følge af at Cambodja var et fransk protektorat.
Perioden mellem 1955 og 1970 er kendt som Sangkumperioden og er præget af at prins Norodom Sihanouk kom til magten. I 1956 grundlagde han Khmer Writers Association. Der blev i denne periode skrevet over fem hundrede romaner, og blandt forfatterne var Sumpha Hell, Keng Vannsak, Hak Hang Thum, Madame Si Hieng, BIV Chhay, Lienga, Chou Thani, Ravivong Kovid, Kuy Lauth, Hak Chhay Hok.
Mellem 1970 og 1975, mens Cambodja var inde i en periode som republik, og landet blev bombet som en del af Vietnamkrigen, delte forfatterstanden sig i to. Den ene side støttede general Lon Nol, den anden side var kritiske til regimet. Vigtige navne i denne periode var Boun Chan Mol, Nuon Khoeun, Laing Peng Siek blandt flere andre. Fra 1975 til 1979, under De Røde Khmerers styre, blev intellektuelle og forfattere forfulgte og der blev kun produceret lidt litteratur. Efter den vietnamesiske hærs invasion i 1979 og frem til 1990, gik landet under navnet Folkerepublikken Kampuchea, og i denne periode forherligede den cambodjanske litteratur socialisme og patriotisme, og venskabet mellem cambodjanerne og vietnameserne, som havde befriet landet fra Røde Khmer-regeringen.
Af betydningsfulde forfattere, kan nævnes Ouch Vutha, Uom Niroth, Hou Yath, Pin Yathay og Nget Sophorn samt poeter som Sok Sothon, Pol Pisey, Uk Sau Bol, Eum Sarom, Som Sophierin og Hy Kim Siep. Nye forfattere, som er dukket op efter 1999, inkluderer Samna Yem, Wa Samart, Hieng Sok An, Phu Phuneary Yaat og Saim. Oplagene er som regel små, ikke mere end to tusinde eksemplarer, således de to romaner, "Veasna Bopha Rungkruh" (En kvinde i nød) af Hy Kim Siep, og "Wopadek Sarey" (Anger) af Saim Phuneary. Én af de mest læste cambodjanske forfattere i dag, er Loung Ung, født i Phnom Penh i 1970 men opvokset og bosat i USA siden 1980. Hun har udgivet flere selvbiografiske bøger om tiden under og efter de Røde Khmerers styre. I den international bestseller "De dræbte min far" fra år 2000, beskriver hun drabene på sine forældre, sine erfaringer som barnesoldat og flugten til Thailand.

### Mad
Det cambodjanske køkken er relativt ukendt på verdensscenen sammenlignet med sine naboer Thailand og Vietnam. Som i andre sydøstasiatiske lande er ris en hovedingrediens i mange måltider, og fisk fra Mekong og Tonlé Sap udgør også en vigtig del af føden. Det cambodjanske forbrug per indbygger af fisk og fiskeprodukter til mad og handel i 2000 var 20 kg fisk per år eller omkring 60 gram per dag per person. En del af fisken omdannes til prahok, en saltet og tørret fiskemasse, for længere opbevaring. Det cambodjanske køkken bruger også tropiske frugter, supper og nudler. Nøgleingredienser i Cambodjas køkken er Kaffir lime, citrongræs, hvidløg, fiskesovs, sojasovs, karry, tamarind, ingefær, østerssovs, kokosmælk og sort peber.
Et eksempel på fransk indflydelse på cambodjansk mad er cambodjansk rød karry med ristede baguetter. De ristede baguetter dyppes i karry og spises. Cambodjansk rød karry spises også med ris og risnudler. Ka tieu, en risnuddelsuppe kogt på svinekød med stegt hvidløg og forårsløg, er nok den mest populære ret, når cambodjanere skal spise ude. Den kan ofte suppleres med ingredienser som for eksempel kødboller, rejer, svinelever eller salat.

#### Cambodjansk kaffe
I modsætning til europæisk og amerikansk kaffe drikker cambodjanerne deres kaffe meget sød, og helst som iskaffe. Den søde smag fremmer ved, at kaffebønnerne tørres i solen og ristes langsomt, hvorved bønnerne beholder deres naturlige indhold af sukker og olie.

#### Gadekøkken
Typiske gadekøkken retter er:
- Lok lak er oksekød stegt med løg, agurker og tomater, serveret med ris, stegt æg og salatblade, samt lime-sauce. Man kommer oksekødet i et salatblad og dypper det i saucen.[115]
- Grillspyd med sødt karamelliseret okse- eller svinekød, serveret med syltet agurk eller ristet ingefær som tilbehør.[115]
- Svinekød i brødbolle, egentlig en kinesisk ret, der serveres i mange sydøstasiatiske lande. Den cambodjanske variant er dampede brødboller med sødt svinekød og æg.[115]
- Lort cha, sprød nuddelsalat bestående af korte risnudler, der steges sammen med lokale grøntsager, for eksempel bønnespirer og forårsløg.[115]

### Idræt
Fodbold er en af de mest populære sportsgrene, men professionelt organiseret idræt er ikke så udbredt i Cambodja som i vestlige lande på grund af de økonomiske forhold. Fodbold blev bragt til Cambodja af franskmændene og blev hurtigt populært blandt lokalbefolkningen. Det cambodjanske fodboldlandshold nåede en fjerdeplads i Asienmesterskabet i fodbold i 1972, men siden er det gået dårligere på grund af borgerkrigen.[kilde mangler]
Populære spil inkluderer hanekampe, fodbold, og et spil hvor man sparker en sey i noget som ligner basse. Vestlige sportsgrene som volleyball, bodybuilding, landhockey, rugby union, golf og baseball har også en voksende popularitet. Lokale sportsgrene inkluderer traditionel kapsejlads med dragebåd, bøffelløb, Pradal Serey og andre kampsporter. Cambodja deltog for første gang i De Olympiske Lege under Sommer-OL 1956 med hestesport. Cambodja var også vært for GANEFO-legene, et alternativ til OL, i 1960-erne.